# Йоанніс Папаїоанну
Йоанніс Папаїоанну (грец. Ιωάννης Παπαϊωάννου; нар. 20 квітня 1976) – грецький шахіст, гросмейстер від 1998 року.

## Шахова кар'єра
До чільної когорти грецьких шахістів увійшов у другий половині 1990-х років. У 1997, 1998 і 1999 роках тричі поспіль ставав чемпіоном Греції.
Неодноразово представляв Грецію на командних змаганнях, зокрема:
- дев'ять разів на шахових олімпіадах (1998, 2000, 2002, 2004, 2006, 2008, 2010, 2012, 2014)[2],
- на командному чемпіонаті світу (2010)[3],
- сім разів на командних чемпіонатах Європи (2001, 2003, 2005, 2007, 2009, 2011, 2013)[4].

1992 року в Сас ван Генті поділив 7-ме місце на чемпіонаті Європи серед юніорів до 20 років, а в 1995 році поділив 1-ше місце у Кавалі. 1996 року став чемпіоном країни серед юніорів до 20 років. 1998 року посів 2-ге місце на турнірі за швейцарською системою в Ікарії та поділив 2-ге місце (позаду Андрія Шаріязданова, разом з Даном Цолером і Пеном Сяомінєм) на чемпіонаті світу серед студентів, який відбувся в Роттердамі. 2009 року поділив 1-ше місце на турнірі Акрополіс Інтернешнл (разом з Боркі Предоєвичем, Хрістосом Банікасом і Атанасом Колевим).
Найвищий рейтинг Ело у кар'єрі мав станом на 1 серпня 2017 року, досягнувши 2652 очок займав тоді 99-те місце в світовому рейтинг-листі ФІДЕ і 1-ше місце серед грецьких шахістів.

## Зміни рейтингу
| На цьому місці має відображатися графік чи діаграма, однак з технічних причин його відображення наразі вимкнено. Будь ласка, не видаляйте код, який викликає це повідомлення. Розробники вже працюють для того, щоби відновити штатне функціонування цього графіка або діаграми. | |
| | На цьому місці має відображатися графік чи діаграма, однак з технічних причин його відображення наразі вимкнено. Будь ласка, не видаляйте код, який викликає це повідомлення. Розробники вже працюють для того, щоби відновити штатне функціонування цього графіка або діаграми. |